# Саларев, Николай Александрович
Николай Александрович Соларев (Саларев) (1832, Илецкая Защита — 7 июня 1908, Екатеринбург, Пермская губерния) — горный инженер, управляющий Екатеринбургским монетным двором в 1857—1860 годах, управляющий Невьянским заводом в 1870—1890 годах.

## Биография
Родился в семье штаб-лекаря больницы Илецкого соляного правления Александра Ивановича Салерева в 1832 году в селе Илецкая Защита. Фамилия имеет разные написания: Саларев, Соларев.
В 1852 году окончил Санкт-Петербургский горный институт с отличием в звании поручика. В конференц-зале Горного института фамилия Николая Саларева была отражена на золотой доске, на которых c 1834 года заносились фамилии первых по успеваемости выпускников.
После окончания института в 1852 году направлен в распоряжение Главного начальника Уральских горных заводов и командирован в состав геогностической партии для составления топографических, лесных и геологических карт уральских казенных заводов. Являлся смотрителем Миасских золотых промыслов в 1854—1855 годах. Затем смотрителем в 1855—1857 годах, управителем Екатеринбургского монетного двора в 1857—1860 годах. В 1860 году присвоен чин капитана КГИ и отправлен в отставку с государственной службы. В 1860—1870 годах — смотритель на частном Алапаевском заводе. Затем служил управляющим Невьянским горным округом в 1870—1890 годах . На 1881 год - капитан в отставке.
Являлся владельцем нотариальной конторы в Екатеринбурге в 1890—1897 годах. Затем перешёл в Уральское горное правление, где служил делопроизводителем в 1897—1898 годах, чиновником особых поручений при том же правлении (исполнял обязанности управляющего Уральской химической и золотосплавочной лабораториями) в 1898—1902 годах, представителем Горного ведомства в Пермском губернском земстве в 1902—1906 годах. В 1906—1908 годах являлся исполняющим обязанности управляющего Уральского горного училища.
Являлся членом УОЛЕ с 1872 года, сотрудничал с Пермским губернским и Екатеринбургским уездными земствами. 
В июне 1899 года принимал участие в уральской экспедиции Д. И. Менделеева, что отмечено в книге «Уральская железная промышленность в 1899 году».
Умер 7 июня 1908 года.

## Награды
За свои достижения был неоднократно награждён:
- 1899 — орден Святого Станислава III степени;
- 1903 — надворный советник;
- 1904 — орден Святой Анны III степени.

## Публикации
- Саларев Н. А. Несчастные случаи с рабочими людьми на частных горных заводах, рудниках и приисках в восьми уральских горных округах за 11 1/2 лет : Извлеч. из дел Урал. гор. упр. / Сост. горн. инж. Н. Саларев. — Екатеринбург: Урал. горн. упр., 1898. — [2], XXVIII, [2], 110, III с.; 30.